# 우세남
우세남(虞世南, 558년~638년)은 중국 당나라 초기의 서예가이다. 저장성 사람으로 벼슬은 비서감에까지 이르렀다. 글씨는 왕희지의 필법을 배웠으며, 특히 해서에 능하여 해서의 아름다운 모양을 완성한 사람으로 알려져 있다. 구양순, 저수량과 더불어 당나라 초기의 3대가로 일컬어진다. 그의 작품으로는 《공자 묘당비》, 《여남 공주 묘비》, 《적시첩》 등이 있으며, 저서로는 《북당서초》가 있다.

## 참고 자료
- 이 문서에는 다음커뮤니케이션(현 카카오)에서 GFDL 또는 CC-SA 라이선스로 배포한 글로벌 세계대백과사전의 내용을 기초로 작성된 글이 포함되어 있습니다.